# JONS (revista)
JONS fue una publicación periódica española publicada en Madrid entre mayo de 1933 y agosto de 1934 como órgano doctrinal de las Juntas de Ofensiva Nacional-Sindicalista. 
De periodicidad mensual, había sido inspirada por El Fascio (revista que no había podido publicar más que un solo número), y sacó un total de once números. Se tiraba en una imprenta de la calle de la Reina. Su director y principal articulista era el dirigente del movimiento jonsista Ramiro Ledesma, quien anteriormente había dirigido La Conquista del Estado.
En la revista podían leerse colaboraciones de personajes partidarios del monarquismo más duro y artículos católicos reaccionarios, así como traducciones de textos acerca de la conquista del poder y la economía fascista o las aportaciones estratégicas de Ledesma, quien firmaba muchos de sus artículos con el seudónimo de «Roberto Lanzas».
La revista fue suspendida por orden gubernamental dos o tres veces. Según el propio Ledesma, el movimiento jonsista salió íntegro de la revista. En ella surgieron tanto el vocabulario como las ideas, los gritos y la bandera del yugo y las flechas que luego adoptaría la Falange. A pesar de su carácter mensual y teórico, cumplió también una misión de agitación, utilizando un estilo polémico, directo y combativo.
Uno de sus colaboradores principales fue Juan Aparicio, quien publicó artículos llamando a resucitar y valorar el Imperio español del siglo XVI, la figura del emperador Carlos V y el siglo de Oro. Otros de sus colaboradores fueron Onésimo Redondo (quien editaba en Valladolid su propio periódico de tendencia fascista, Libertad), José María Areilza, Francisco Bravo, Francisco Guillén Salaya, Santiago Montero Díaz, Emiliano Aguado, Jesús Ercilla y Javier Martínez de Bedoya.
Después de la unificación de las J.O.N.S. con Falange Española en febrero de 1934, colaboraron también José Antonio Primo de Rivera y Raimundo Fernández Cuesta.